# Crancs
|  | Aquest article tracta sobre els crancs, uns crustaci. Vegeu-ne altres significats a «Cranc (desambiguació)». |

Cranc o carranc és el nom comú de diverses espècies de crustacis decàpodes. La majoria dels crustacis que hom coneix amb el nom de cranc pertanyen al grup dels braquiürs, però els crancs de riu es classifiquen en el grup dels astacideus, i els bernats ermitans pertanyen als paguroïdeus, i també hi ha crancs en altres grups d'anomurs, com el cranc de Kamtxatka.

## Característiques
Els crancs tenen una closca dura (exoesquelet) que els protegeix dels seus depredadors i que han de mudar periòdicament. Tenen 10 potes locomotores al cefalotòrax, però les del davant estan transformades en fortes pinces que utilitzen per a defensar-se, capturar i processar l'aliment; en alguns, les potes del darrere estan transformades en paletes que actuen com a rems i els permeten de nedar amb rapiditat.

## Biologia i ecologia
Els crancs són animals bàsicament bentònics, és a dir, viuen sobre el fons dels mars, llacs, rius, etc. Hi ha espècies que viuen a gran profunditat (zona abissal), però d'altres viuen en aigües somes i molts duen una vida amfíbia i passen una part del temps fora de l'aigua.
La dieta dels crancs és molt variada; alguns són omnívors, però molts són depredadors i s'alimenten d'altres crustacis, mol·luscs, cucs o petits peixos; també n'hi ha de carronyaires, que s'alimenten d'animals morts, i d'herbívors amb una dieta a base d'algues.

## Alguns crancs destacables
Tenen el cefalotòrax molt desenvolupat, en general més ample que llarg, que forma tot el cos de l'animal; l'abdomen està molt reduït i amagat sota el cos.
- Cranc aranya japonès (Macrocheira kaempferi). És el cranc (i l'artròpode) vivent més gran del món. El seu cos assoleix fins a 37 cm i uns a 20 kg, però les seves potes tenen una envergadura de gairebé 4 m. Es troba a l'oceà Pacífic, al voltant del Japó.
- Cranc roquer (Pachygrapsus marmoratus). És un cranc molt comú als Països Catalans. Viu sovint a les roques del litoral, com ara els trencaones on se'l pot observar sortint i entrant de l'aigua.
- Pessic o cranc reial (Calappa granulata). És comú a casa nostra en fons sorrencs. És de colors vistosos i té la closca molt bombada.
- Bou (Cancer pagurus). És un cranc gros que mesura fins a 30 cm d'amplada. És molt apreciat comercialment a casa nostra.
- Nècora (Necora puber). És un cranc molt apreciat com a marisc. Viu a poca fondària i s'alimenta de crustacis i mol·luscs.
- Cabra (nom a Catalunya) o cancra (nom a Menorca) (Maja squinado). És comú a casa nostra en fons rocosos. Té una closca ovalada, berrugosa i peluda on s'adhereixen material detrítics, algues, esponges de mar, etc., que li permet camuflar-se. La seva carn és força apreciada.[2]
- Cabrella (Maja verrucosa).
- Crancs de sopa (Liocarcinus depurator i Macropipus tuberculatus). Són petits crancs amb interès comercial. S'utilitzen per a "donar gust" a sopes, paelles, etc.
- Cranc pelut (Eriphia verrucosa). Un decàpode d'aspecte rabassut força comú a les nostres costes i que deu el seu nom a la pilositat existent a les seves potes.
- Cranc de pinces roges (Perisesarma bidens). És un cranc omnívor molt comú als aquaris ornamentals tropicals o d'aigua dolça original del sud-est asiàtic (Tailàndia, Hong Kong i Singapur) a manglars i canals.
- Cranc pelut de Shangai (Eriocheir sinensis). Comestible molt apreciat a la Xina però considerat espècie invasora a Europa i Amèrica del Nord.
- Cranc llanut (Medorippe lanata).
- Cranc de fons (Geryon longipes).
- Cranc de sorra (Portumnus latipes).
- Cranc verd (Carcinus aestuarii).
- Cranc pelfut (Dromia personata).
- Crancs de riu. No són braquiürs, sinó que estan inclosos en les superfamílies Astacoidea i Parastacoidea, dues de les cinc superfamílies de l'infraordre dels astacideus. Comprenen tots els crancs d'aigua dolça.
- Cranc dels cocoters (Birgus latro). És un anomur i l'artròpode terrestre més gros del món, amb una llargada de fins a 1 m entre punta i punta de les potes i un pes de fins a 4,1 kg.
- Cranc de Kamtxatka (Paralithodes camtschaticus). És un gran anomur de fins 1,8 m d'envergadura propi del Mar de Bering.

- Bou (Cancer pagurus)
- Cabra o cranca (Maja squinado)
- Cranc pelut (Eriphia verrucosa)
- Cranc de riu americà

## Gastronomia
Els crancs suposen una cinquena part dels crustacis marins capturats a tot el món, amb prop d'un milió i mig de tones consumides anualment. Destaquen en ordre decreixent, Portunus trituberculatus, Portunus pelagicus, algunes espècies del gènere Chionoecetes, el Callinectes sapidus, espècies del gènere Charybdis, Cancer pagurus, Cancer magister i Scylla serrata, amb unes captures anuals al voltant de les 20.000 tones.

## El cranc a la cultura
Tant el signe del zodíac com la constel·lació homònimes reben el seu nom del cranc. Amb les seves pinces, s'associa a la Lluna i els seus cicles.
A Orient s'associa amb la pluja i la sequera, en la creença que la seva aparició està relacionada amb canvis climàtics d'importància. Per als nadius de Tailàndia, a més a més, és el guardià de la sortida del món, situada en una cova submarina. A la Melanèsia actua com a emissari dels déus.